# Stanley (Vorname)
Stanley (engl. ˈstænɫɪ, dt. ˈstɛnli:) ist ein männlicher Vorname und ein Familienname. Die Kurzform ist Stan.

## Etymologie
Der Name Stanley geht auf eine aus dem angelsächsischen Sprachraum des 11. bzw. 12. Jahrhunderts stammende Zusammenziehung der altenglischen Worte für Stein (ausgesprochen „stan“) und für Weide oder Waldlichtung („leah“ bzw. „leigh“) zurück.
Während die erste Datierung des Familiennamens Stanley auf das 12. Jahrhundert zurückgeht, tritt der Vorname vermehrt ab dem 19. Jahrhundert auf.
Oftmals wird auch eine Verbindung zwischen dem Namen Stanley und dem aus dem slawischen stammenden Namen Stanislaus vermutet.
Hierfür existieren jedoch bisher keine Belege.

## Namensträger
- Stanley Adams (1927–2016), maltesischer Pharmamanager und Whistleblower
- Stanley Applebaum (1922–2019), US-amerikanischer Pianist, Komponist, Arrangeur und Orchesterleiter
- Stanley Baldwin (1867–1947), britischer Politiker
- Stanley Buckmaster, 1. Viscount Buckmaster (1861–1934), britischer Jurist und Politiker
- Stanley Cavell (1926–2018), US-amerikanischer Philosoph
- Stanley Choi (* 1968), chinesischer Unternehmer und Pokerspieler
- Stanley Cohen (1922–2020), US-amerikanischer Neurowissenschaftler und Biochemiker
- Stanley Cohen (1942–2013), britischer Soziologe, Kriminologe und Hochschullehrer
- Stanley Cowell (1941–2020), US-amerikanischer Jazzmusiker
- Stanley Donen (1924–2019), US-amerikanischer Regisseur und Choreograf
- Stanley Fields (1883–1941), US-amerikanischer Schauspieler
- Stanley R. Hart (* 1935), US-amerikanischer Geologe und Geochemiker
- Stanley R. Jaffe (1940–2025), US-amerikanischer Filmproduzent
- Stanley Johnson (* 1996), US-amerikanischer Basketballspieler
- Stanley Jordan (* 1959), US-amerikanischer Jazz-Gitarrist
- Stanley Kubrick (1928–1999), US-amerikanischer Filmregisseur, Produzent und Fotograf
- Stanley G. Love (* 1965), US-amerikanischer Wissenschaftler und Astronaut
- Stanley Mazor (* 1941), US-amerikanischer Computeringenieur
- Stanley A. McChrystal (* 1954), US-amerikanischer General
- Stanley Mendelson (1923–2002), US-amerikanischer Jazzpianist
- Stanley Middleton (1919–2009), britischer Schriftsteller
- Stanley Norman Cohen (* 1935), US-amerikanischer Genetiker und Hochschullehrer
- Stanley Johnson (* 1940), britischer Politiker und Autor
- Stanley Payne (* 1934), US-amerikanischer Historiker
- Stanley Prusiner (* 1942), US-amerikanischer Biochemiker und Arzt
- Stanley Rogers Resor (1917–2012), US-amerikanischer Geschäftsmann, Offizier und Regierungsbeamter
- Stanley Unwin (1884–1968), britischer Verlagsgründer
- Stanley G. Weinbaum (1902–1935), US-amerikanischer Science-Fiction Autor
- Stanley Wojcicki (1937–2023), polnisch-US-amerikanischer Physiker
- Stanley J. Zappa (* ≈1975), US-amerikanischer Jazzmusiker
- John Stanley Lockhart (1935–2006), australischer Jurist, Anwalt und Richter des Federal Court of Australia und Mitglied des WTO Appellate Body

Fiktive Personen:
- Stanley H. Tweedle, Figur der Fernsehserie Lexx – The Dark Zone, siehe Lexx – The Dark Zone #Charaktere